# Na-ui sarang, na-ui sinbu (film 1990)
Na-ui sarang, na-ui sinbu (나의 사랑 나의 신부?), noto anche con il titolo internazionale My Love, My Bride, è un film del 1990 scritto e diretto da Lee Myung-se. Nel 2014 la pellicola ha avuto un rifacimento dal medesimo titolo.

## Trama
Young-min e Mi-young si conoscono fin dai tempi dell'università, e la loro amicizia con il tempo si è trasformata in amore. Entrambi si ritrovano però stupiti nel constatare che dopo il matrimonio il sentimento che li legava è andato sempre più affievolendosi, e anzi si ritrovino a litigare praticamente per ogni singola cosa.

## Distribuzione
In Corea del Sud la pellicola è stata distribuita dalla Show East, a partire dal 29 dicembre 1990.